# III Флавиев Спаситель легион
III Флавиев Спаситель легион (лат. Legio III Flavia Salutis) — один из легионов поздней Римской империи.
Данное подразделение было сформировано вместе с I Флавиевым Миротворцем и II Флавиевым Храбрым легионами императором Констанцием I Хлором после окончания борьбы с британскими узурпаторами Караузием и Аллектом. После этого они были переведены под командование дукса армориканских и нервиканских дорог для защиты галльских берегов от набегов пиратов-саксов. В то время легион относился к разряду лимитанов. По другой версии, подразделение было основано по приказу Константина I Великого или Констанция II. При этом императоре вексилляции легиона были переведены в комитаты.
Полководец Феодосий Старший, отец императора Феодосия I, перевел легион в 373 году в Северную Африку с целью свергнуть узурпатора Фирма. Легион упоминается в Notitia Dignitatum. Там сообщается, что одна его часть находилась под командованием магистра пехоты, другая под руководством комита Африки.